# Mallota tadzhikorum
Mallota tadzhikorum är en tvåvingeart som beskrevs av Stackelberg 1950. Mallota tadzhikorum ingår i släktet hålblomflugor, och familjen blomflugor.
Artens utbredningsområde är Tadzjikistan. Inga underarter finns listade i Catalogue of Life.